# Minardschouwburg
De Minardschouwburg, meestal kortweg "De Minard" genoemd, is een schouwburg in de Belgische stad Gent. De Minardschouwburg ligt aan de Walpoortstraat in de Waalse Krook. Ze werd gebouwd in 1847 door de Belgische architect Louis Minard, als reactie op de Franstalige schouwburg en opera in Gent.
De voorgevel is in neoclassicistische stijl. Op de trappen voor de Minard zit een standbeeld van Vlaams acteur en conferencier Romain Deconinck, die de Minard als thuisbasis had voor zijn gezelschap Romain Deconinck en zijn beren en naast de schouwburg met de Marimain een theatercafé had.

## Geschiedenis
Tot 1898 deed de Minardschouwburg dienst als Nederlandse Schouwburg van Gent. Vanaf 1898 werd deze functie overgenomen door de Koninklijke Nederlandse Schouwburg aan het Sint-Baafsplein.
In 1979 werd de Minardschouwburg met omgeving als stadsgezicht beschermd. De Minardschouwburg afzonderlijk werd in 1988 nog eens als monument beschermd.